# Çingiz Mustafayev (énekes)
Çingiz Mustafayev vagy művésznevén Chingiz (oroszul: Чингиз Мустафаев, Moszkva, 1991. március 11. –) azeri énekes. Ő képviseli Azerbajdzsánt a 2019-es Eurovíziós Dalfesztiválon Tel-Avivban a Truth (magyarul: Igazság) című dalával.

## Magánélete
Çingiz 1991. március 11-én született Oroszország fővárosában, Moszkvában. Hat évesen családjával elköltöztek Qazax városába. A fiatal tehetség ott tanult meg gitáron játszani, közben dalokat szerzett. Tizenhárom éves korában ismét elköltöztek, ezúttal Azerbajdzsán fővárosába, Bakuba, ahol meghívást kapott az ország leghíresebb tehetségkutatójába, az Idolba, amit később meg is nyert.

## Pályafutása
Zenei karrierje 2007-ben indult, amikor is megnyerte az Idol azeri változatát. 2010-ben a Milk & Kisses tagjaként részt vett a New Wave zenei versenyen, amit Jūrmalában rendeztek. 2011-ben szerencsét próbált Azerbajdzsán akkori eurovíziós nemzeti válogatójában, a Milli Seçim Turuban, ahol az elődöntőig jutott. Ebben az évben Ell és Niki képviselték az országot az Eurovíziós Dalfesztiválon, akiknek sikerült megszerezni a kaukázusi ország első győzelmét a dalfesztiválok történelmében. Chingiz 2013-ban ismét képviselte hazáját a New Wave versenyen, ezúttal szólóban. 2016-ban megmérettette magát a The Voice ukrán változatában. 2019. március 8-án hivatalossá vált, hogy ő fogja képviselni hazáját a 2019-es Eurovíziós Dalfesztiválon Tel-Avivban a Truth című dalával.
A Eurovíziós Dalfesztivál május 16-án rendezett második elődöntőjében fellépési sorrend szerint tizennyolcadikként (utolsóként) lépett színpadra, az észak-macedón Tamara Todevska Proud című dala után. Összesen 224 pontot szerzett (103-at a zsűritől, 121-et a nézőktől), amivel ötödik helyen végzett, így sikeresen kvalifikált a döntőbe. A döntőt május 18-án rendezték, ahol huszadikként lépett színpadra a belarusz ZENA Like It című dala után és a francia Bilal Hassani Roi című dala után. A szavazás során 302 pontot gyűjtött (202-t a zsűritől, 100-at a nézőktől), ami a nyolcadik helyet jelentette Azerbajdzsánnak. 2013 óta ez volt a legjobb eredmény amit az ország a dalfesztivál során elért.

## Diszkográfia

### Kislemezek
- Qürbət (2018)
- Get (2018)
- Tənha gəzən (2019)
- Truth (2019)
- Vetenim kimiyem (2020)